# Papinet
papiNet é um padrão do formato XML para a comunicação global das indústrias de papel e de produtos florestais.
O papiNet ajuda à automação dos processos de negócio no seio da indústria, facilitando aos parceiros do negócio o acordo relativamente às definições e formatos dos dados.
Os principais benefícios são:
- Um processo mais simples de ligar com múltiplos fornecedores
- Diminuição do trabalho manual
- Disponibilidade de informação em tempo real
- Qualquer empresa, independentemente do seu tamanho, pode usar esta norma

Interoperabilidade
O standard papiNet é uma norma  para mensagens XML aberta e não privada. Isso permite que a norma seja utilizada por qualquer serviço de “messaging” de comunicação permitindo a troca de documentação electrónica.
O papiNet permite partilhar dados entre parceiros na indústria de papel, tornando-o numa norma de interoperacionalidade total.
As comunidades do papiNet
Para facilitar a implementação da norma formaram-se SIGs (Grupos de Implementação de Segmentos).  O âmbito destes grupos reside na concordância de regras, processos e dados do negócio que vão ser utilizados num segmento específico do mercado de papel, constituindo basicamente um modelo.